# Tweekleurige russula
De tweekleurige russula (Russula veternosa) is een schimmel die behoort tot de familie Russulaceae. Hij vormt mycorrhiza met Fagus en er zijn ook meldingen bekend van eiken (Quercus). Hij komt voor in lanen, op klei, zavel en kalkhoudend zand.

## Kenmerken
Hoed
De hoed is 6 tot 8 (zelden tot 10) cm in diameter en al snel plat en dan ingedrukt. Bij jonge paddenstoelen is hij roze of vleeskleurig, maar vervaagt in het midden tot licht oker, zodat de hoed aan de rand typisch rozerood, soms bijna wijnrood is. In het midden is hij dan geelachtig, bleek oker of bijna olijfkleurig. De rand is lang glad en slechts licht gegroefd met de leeftijd. De hoedhuid is meestal glad en glanzend en meestal tot in het midden afpelbaar.
Lamellen
De vrij dicht opeengepakte, broze lamellen zijn smal of bijna vrij op de steel en worden naar de rand toe breder. Ze zijn eerst bleek crème van kleur en worden later geelachtig en zijn uiteindelijk bijna dooierkleurig. 
Steel
De cilindrische steel is 3 tot 5 cm lang en 1 tot 2 cm breed. Als hij jong is, is hij puur wit en glad, later is hij okergeel en heeft hij aderen en rimpels. De steel is in het begin zacht, maar wordt al snel sponzig en vaak hol met de jaren. De forma duriuscula is een uitzondering, deze heeft veel steviger vruchtvlees.
Geur
Het vruchtvlees is wit of heel licht grijs van kleur en heeft een fruitig geur die doet denken aan de kleibosrussula (Russula pseudointegra) of de beukenrussula (Russula fellea). Op oudere leeftijd is de geur erg honingachtig. 
Smaak
De russula is gemiddeld scherp, maar bij het kauwen kan hij ook prikkend zijn aan het puntje van de tong. Maar de scherpte vervaagt al snel. De forma subdulcis heeft een bijna milde smaak. Het vlees reageert langzaam en zwak met guaiac.
Sporenprint
De sporenprint is lichtgeel (IVb op de schaal van Romagnesi).

### Microscopische kenmerken
De sporen zijn kort elliptisch tot bijna bolvormig, 7 tot 8,5 µm lang en 6,5 tot 8 µm breed. Ze zijn bedekt met lage, 0,7 µm hoge wratten die lineair met elkaar verbonden zijn en een tamelijk onvolledig netwerk vormen. De cuticula bevat geen pileocystidia, maar ingelegde, lange en vrij brede (2,7 tot 4 µm) primordiale hyfen. De hyfen bevatten vacuole maar geen membraanpigmenten.
De cystidia van de lamellen zijn stomp of spoelvormig en hebben een amorfe wand die de cellen op een mantelachtige manier omhult, waardoor de top zichtbaar blijft. De pleurocystidia zijn 55 tot 80 µm lang en 8,5 tot 13 (17) µm breed en hebben celwanden van meer dan 2 µm dik. De basidia zijn 43 tot 60 µm lang, 10 tot 13 µm breed en hebben 2, 3 of 4 sterigma's.

## Verspreiding

Europees verspreidingsgebied

De tweekleurige russula komt voor in Noord-Azië (Rusland, Verre Oosten, Japan), Noord-Amerika (Verenigde Staten) en Europa. In Zuid-Europa wordt de soort aangetroffen van Spanje tot Roemenië en in West-Europa van Frankrijk tot Groot-Brittannië. In Oost-Europa wordt hij gevonden in Wit-Rusland en Rusland en in Noord-Europa wordt hij in het zuiden van Fennoscandinavië gevonden.
In Nederland komt hij matig algemeen voor. Hij staat op de rode lijst in de categorie 'kwetsbaar'.